# عتاب (مغنية)
عتاب (30 ديسمبر 1947 - 19 أغسطس 2007)، مغنية سعودية. اسمها الحقيقي «طروف عبد الخير آدم هوساوي»  تعتبر من أوائل المطربات في السعودية بجانب ابتسام لطفي، وتوحة، وقد اشتهرت بغنائها الاستعراضي، توفيت في مصر التي عاشت فيها لسنوات طويلة.

## عن حياتها
ولدت في مدينة الرياض وكانت واحدة من أشهر مغنيات الأفراح والمناسبات السعيدة في المجتمع السعودي في السبعينيات، حققت شهرة كبيرة ومثلت الأغنية السعودية واقتربت من كونها نجمة استعراضية، اكتشفها قبل ذلك الفنان طلال مداح عام 1959 وكان عمرها آنذاك 13 عاماً وقدم لها أغنيات سجلتها في السعودية ولبنان، وبدأت التفرغ الفعلي للفن عام 1972، وشكّلت مع الفنان حيدر فكري ثنائياً مميزاً في الجلسات الفنية. انطلقت شهرتها بشكل أكبر في العالم العربي عندما قدمها العندليب عبد الحليم حافظ في إحدى حفلاته في مصر بداية السبعينيات الميلادية.

### في القاهرة
انتقلت عتاب إلى القاهرة عام 1980، وبدأت فيها نشاطها الفني عام 1985، حيث طرحت أغنية «جاني الأسمر» من ألحانها وألحان الفنان فوزي محسون. تُعد أول سعودية تشتهر بالغناء الاستعراضي (الرقص) على المسارح خارج المملكة مما دعا الملك خالد لإبعادها عن البلاد وهي اختارت مصر لتكمل مسيرتها الفنية فغادرت إلى مصر نهائياً مع زوجها المصري محب فاروق عبد الصبور الباحث المالي بوزارة الداخلية المصرية سابقاً الذي كان مقيماً في السعودية، وأكملت بعدها مشوارها في الطرب والغناء من مدينة القاهرة، حيث تعاونت مع الملحن محمد الموجي في أغنية (فك القيود) وأيضاً مع ملحنين مصريين آخرين.

## مسيرتها الفنية
وقال عنها النقاد: إنها فرضت اللهجة السعودية في مصر، وحققت شهرة عربية، وهي متمسكة بالكلمة السعودية، وأيضاً فتحت المجال لظهور أصوات نسائية خليجية أخرى. طرحت مجموعة من الأغنيات المصورة فيديو كاسيت تحت عنوان ((عتاب شو)) وكذلك طرحت العديد من الألبومات غنت فيها بعضاً من أشهر أغانيها لأشهر الشعراء مثل: الشاعر الكويتي فائق عبد الجليل وعبد اللطيف البناي ويوسف ناصر والشاعر اليمني الكبير حسين المحضار والأمير خالد الفيصل والأمير بدر بن عبد المحسن بن عبد العزيز آل سعود والأمير خالد بن يزيد وصالح جلال والشاعرة ثريا قابل وغيرهم، أما أبرز الملحنين فهم: الفنان طلال مداح والفنان الكبير طارق عبد الحكيم والملحن محمد شفيق والفنان فوزي محسون والفنان الدكتور عبد الرب إدريس والموسيقار سراج عمر والفنان سلامة العبد الله وفهد بن سعيد والملحن الكويتي يوسف المهنا.
شاركت في تقديم برنامج «جلسة طرب» لمحطة اوربت الفضائية لفترة مع الشاعر الكويتي الكبير بدر بورسلي، نالت كأس أفضل مطربة خليجية في استفتاء مجلة صوت الغنائية، ولقب مطربة 1989 في استفتاء جريدة الاعتدال السورية وتصدر في ولاية نيوجيرسي بالولايات المتحدة الأمريكية، وهي عضو اتحاد الفنانين العرب، وعضو نقابة المهن الموسيقية بالقاهرة، وعضو مجموعة فناني الجيزة، عاشت في مصر لقرابة العقدين، ثم قررت عام 2003 الاتجاه للإمارات العربية المتحدة بنيّة الاستقرار، لتكون قريبة من والدتها التي تحمل الجنسية الإماراتية.
عاشت عتاب في السنوات الأخيرة في صفوف المحرومين، قانعة بما قدمت ومسرورة بحب الناس ولتنضم لقائمة المبتعدين عن الفن، وتقدم نتاجاً فنياً أقل من مستواها الحقيقي لا لشيء ما ولكن رغبة في الحضور والتواصل مع جمهورها.
آخر زياراتها للسعودية كانت قبل أشهر من وفاتها حيث واصلت علاجها في أحد مستشفياتها وكان الوسط الفني ممثلاً بكبار موسيقية سراج عمر وسامي إحسان ومحمد شفيق مرافقيها في هذه الرحلة العلاجية بعدها غادرت إلى القاهرة لتكون الوفاة بعد يوم واحد من وصولها إلى مصر جراء الإصابة بالمرض ودفنت بمقابر الأسرة بمدينة 6 أكتوبر.

## من أبرز أغانيها
- أحطك في قلبي.
- ارجع وأقول غلطان.
- اسمعوا شكوتي.
- البارحه خذت القرار.
- الله حسيبك.
- الله من عبرة.
- بشروني.
- جاني الأسمر.
- حبك مسافة.
- حبيبي ما همه غير الشكشكة.
- خلاص من حبكم.
- دنياك حلوة.
- ردي على.
- الصوت.
- سبحانه.
- على سطح البلكونه.
- علشانه.
- عين ورمني.
- مجاريح.
- من اجلكم عشنا.
- نمن فارق الخلا.
- من فينا يا هل ترى.
- وقلنا نتوب.
- يا سعودي يا سعودي.
- يا عيوني ليه تبكين الحبيب.
- يا قلم بسم الله.
- يا معوض من صبر.
- يا هلا هذا قمرنا.
- مرو علي اثنين يابا

## ألبوماتها
- 1980 أسمر وعيونه وسيعة - إنتاج موريفون
- 1984 جاني الأسمر - إنتاج شركة النظائر
- 1987 من فينا يا هل ترى
- 1997 علشانه - إنتاج شركة النظائر
- 1987 القرار الصعب. - إنتاج مؤسسة فنون الجزيرة
- 1987 انتظرتك (صدر مابين 1980-1985 لكن النسخة القديمة مجهوده والمتوفرة والمنتشره طبعة 1987)
- 1988 انساه - إنتاج مؤسسة فنون الجزيرة
- 1988 طير السعد - إنتاج مؤسسة فنون الجزيرة
- 1989 يا حبي لك - إنتاج مؤسسة فنون الجزيرة
- 1989 ألبوم أشهر أغاني (الجزء الأول)+(الجزء الثاني) نسخة CD فقط - إنتاج شركة ريلاكس أن
- 1990 ألبوم جلسة طلال مداح وعتاب (الجزء الأول)+(الجزء الثاني) - إنتاج مؤسسة فنون الجزيرة
- 1992 شوابيش - إنتاج مؤسسة فنون الجزيرة
- 1993 دلعوك اهلك - إنتاج مؤسسة فنون الجزيرة
- 1994 شي لله - إنتاج مؤسسة فنون الامرات
- 1995 شكنكري - إنتاج مؤسسة فنون الجزيرة
- 1997 مطار العين -إنتاج مؤسسة فنون الجزيرة
- 1998 حفلة تلفزيون دولة الكويت - إنتاج مؤسسة فنون الجزيرة
- 1999 عتاب 99 (تسأل) - إنتاج مؤسسة فنون الجزيرة
- 2001 أغاني اعجبتني رقم 3 - إنتاج مؤسسة فنون الجزيرة
- 2002 وش لي بالتعب - إنتاج مؤسسة فنون الجزيرة

## أغاني منفردة في ألبومات
- 1987 أغنية يا سعودي من ألبوم أغاني المنتخب رقم1 - إنتاج مؤسسة فنون الجزيرة
- 02-05-1990 أغنية اعتقد ما في داعي من ألبوم منوعات فنون الجزيرة 3 - إنتاج مؤسسة فنون الجزيرة
- 10-05-1993 أغنية يا مقطقط من ألبوم مهرجان فنون الجزيرة 4 - إنتاج مؤسسة فنون الجزيرة
- أغنية صدفة مصورة (أغنية صدفة تلاقينا بلا ميعاد) مجهولة المعلومات
- أغنية في ألبوم من إنتاج شركة فنون الامرات للشعارة هتان

## وفاتها
توفيت في يوم 19 أغسطس 2007 في القاهرة بعد معاناة طويلة مع مرض السرطان عن عمر يناهز 59 عاماً.